# (43859) Naoyayano
(43859) Naoyayano (1994 AN15) – planetoida z pasa głównego asteroid okrążająca Słońce w ciągu 5,23 lat w średniej odległości 3,01 j.a. Odkryta 9 stycznia 1994 roku.